# 普蘭店振興街駅

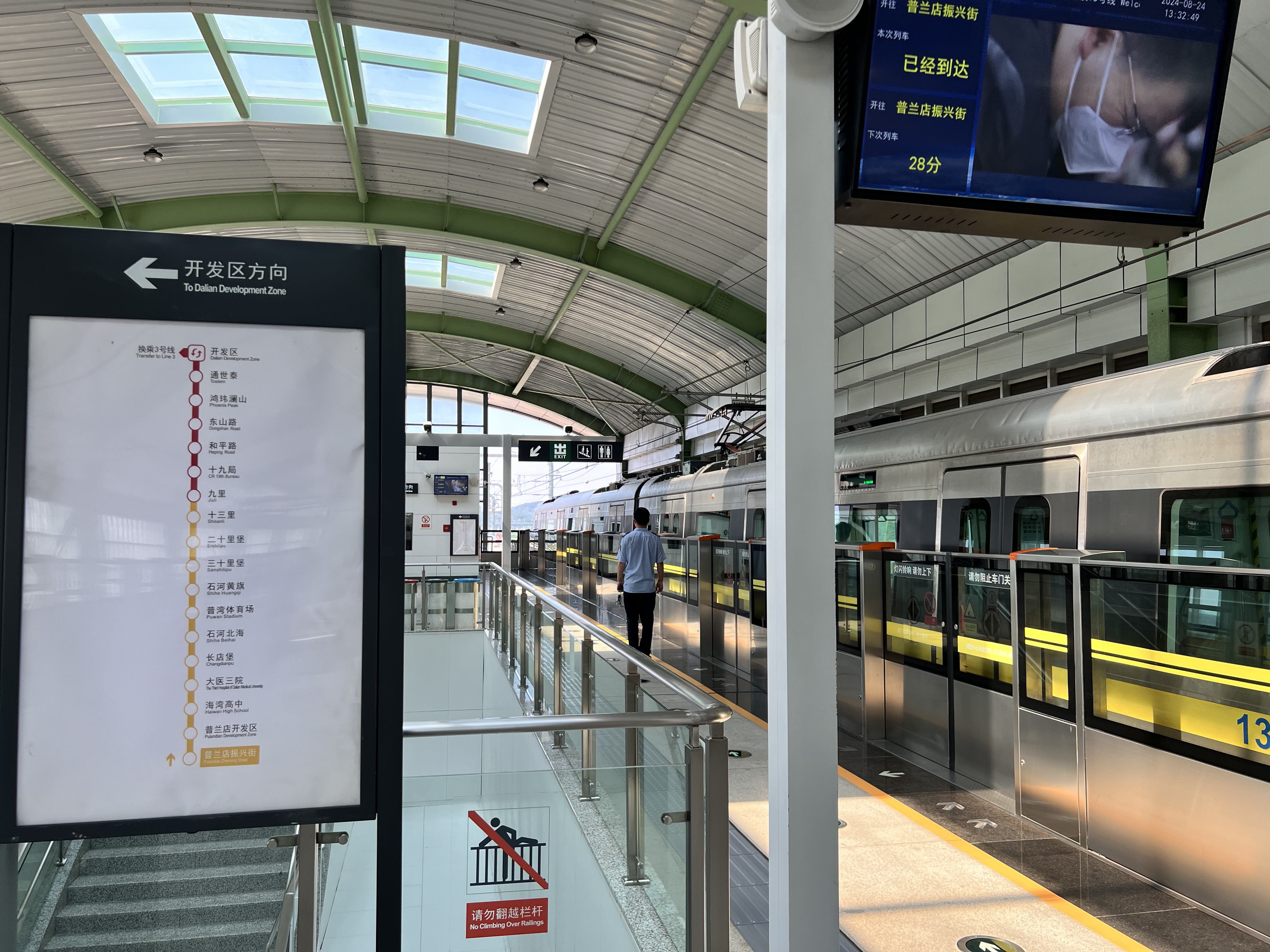
ホーム

普蘭店振興街駅（ふらんでんしんこうがいえき）は中華人民共和国遼寧省大連市普蘭店区に位置する13号線の起点駅である。

## 駅構造
- 島式ホーム1面2線の高架駅。

## 駅周辺
- 駅前の道路を挟んで向かい側に倉庫、駅の北西側に消防署がある他は空き地が広がっている。
- コンビニなどの小売店も存在しない。
- 線路が駅北西側へ続いており、その終点には車両基地が確認できる。

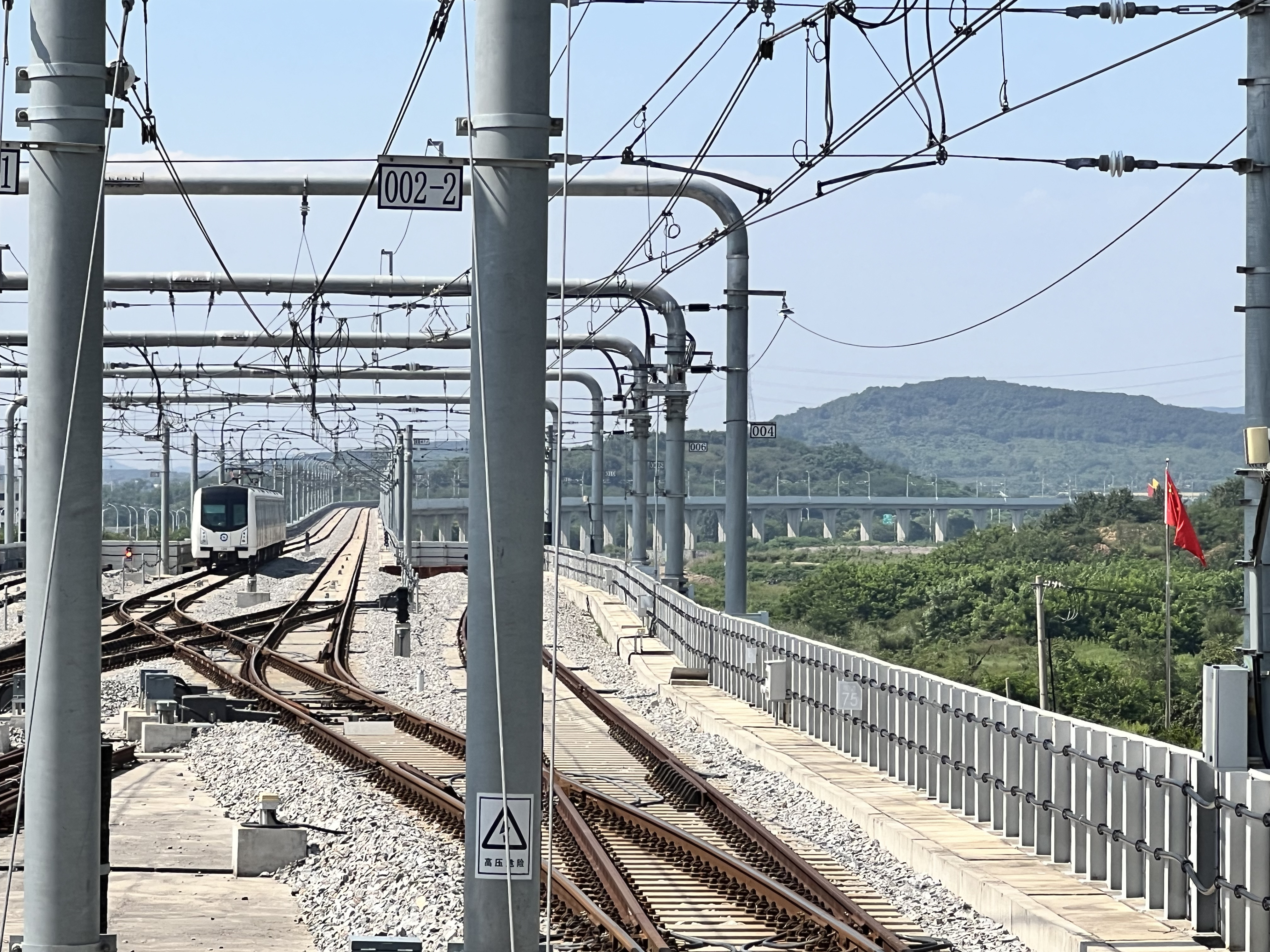
折り返しのために引き上げている列車　奥には線路が伸びており、先には車両基地がある。

## 歴史
- 2021年12月28日 - 開業。

## 運行状況
2024年現在、30分間隔で大半が13号線用の車両で運行されている。大連地下鉄3号線の九里支線と九里駅で相互に直通運転を行なっており、実質同一路線のように運行されている。全列車到着後は車両基地方面の線路へ一旦引き上げ、開発区駅行きとして入線してくる。

## 隣の駅
大連公交客運集団有限公司
■大連地下鉄13号線
平安河駅（未開業） - 普蘭店振興街駅 - （車両基地）